# Rossija K
Rossija K o Rossija Kultura (in russo Россия К?, Россия Культура} è una rete televisiva russa, dedicata alla cultura e all'arte. Appartiene alla VGTRK, gruppo controllato dallo Stato.
Le trasmissioni iniziarono il 1º novembre 1997. È stato inizialmente chiamato RTR-2, poi ribattezzato Kultura (Cultura) il 1º gennaio 1998 e, infine, il 1º gennaio 2010 è stato rinominato come Rossija K.